# Spider-Woman (Mattie Franklin)
Mattie Franklin is een personage uit de strips van Marvel Comics. Ze is een oud superheldin, en de derde die de Spider-Woman identiteit gebruikte. Tevens is ze de tweede Spider-Woman die haar eigen stripserie kreeg. Ze verscheen voor het eerst in Spectacular Spider-Man #263 (in de schaduwen).

## Biografie
Martha "Mattie" Franklin groeide op bij haar vader na de dood van haar moeder. Op een dag ving ze een telefoongesprek op tussen haar vader en Norman Osborn over de bijeenkomst van “De Vijf”. Ze nam haar vaders plaats in bij deze bijeenkomst, en verkreeg bij de bijeenkomst de superkrachten die Norman Osborn voor zichzelf in gedachten had.
Gedurende Spider-Man’s tijdelijke terugtrekking (een van de vele), droeg ze een identiek kostuum en nam een tijdje zijn rol over. Nadat Spider-Man terugkeerde, nam de ze de identiteit van Spider-Woman aan. Uiteindelijk werd ze echter het doelwit van Charlotte Witter, een schurk die ook de naam Spider-Woman gebruikte en haar krachten stal. Zelfs zonder haar krachten vocht Mattie door, en wist niet alleen haar eigen kracht terug te absorberen, maar ook de krachten die Charlotte Witter had gestolen van de andere twee Spider-Women en Witter’s eigen kracht.
Onder aanmoedigign van Jessica Drew en Julia Carpenter, nam Mattie na dit gevecht de rol van Spider-Woman weer op zich. Ze trok in bij haar oom, J. Jonah Jameson, en gebruikte een vrijwel grenzeloze serie verschillende kostuums.
Mattie’s routine werd onderbroken door haar drug dealende vriend, die Mattie gebruikte om een speciale drug genaamd Mutant Growth Hormone te prodcueren. Deze drug gaf iemand tijdelijk mutantenkrachten. Na enig onderzoek kwam Jessica Drew hierachter en redde Mattie. Momenteel is Jessica weer Spider-Woman.
Recentelijk, in Wizard #181, werd een voorstukje getoond voor en aankomende Marvel serie The Loners. In dit voorstukje was een vrouwelijk figuur in een Spider-Man kostuum te zien. Inmiddels is bevestigd dat dit Mattie is.

## Krachten en vaardigheden
Mattie Franklin beschikt over de gecombineerde originele krachten van de andere Spider-Women. Ze beschikt daarmee dus over bovenmenselijke kracht, snelheid, reflexen, uithoudignsvermogen en de gave om tegen verticale oppervlaktes op te klimmen. Ze kan psionische spinnenpoten uit haar rug laten groeien, is in staat te vliegen en beschikt over de gave om korte beelden over de toekomst te zie (haar versie van Spider-Man’s “spider-sence”). Ze is ook bedreven in telepathie.
Franklin heeft echter niet de gevechtstraining gehad die de vorige Spider-Women hadden ondergaan.